# Hooper Bay
Hooper Bay és una població dels Estats Units a l'estat d'Alaska. Segons el cens del 2000 tenia 1.014 habitants.

## Demografia
Segons el cens del 2000, Hooper Bay tenia 1.014 habitants, 227 habitatges, i 187 famílies La densitat de població era de 45,1 habitants/km².
Dels 227 habitatges en un 61,7% hi vivien nens de menys de 18 anys, en un 34,4% hi vivien parelles casades, en un 30% dones solteres, i en un 17,6% no eren unitats familiars. En el 15,4% dels habitatges hi vivien persones soles el 0,9% de les quals corresponia a persones de 65 anys o més que vivien soles. El nombre mitjà de persones vivint en cada habitatge era de 4,47 i el nombre mitjà de persones que vivien en cada família era de 4,97.
Per edats la població es repartia de la següent manera: un 49,2% tenia menys de 18 anys, un 9% entre 18 i 24, un 24,5% entre 25 i 44, un 11,5% de 45 a 60 i un 5,8% 65 anys o més.
L'edat mediana era de 18 anys. Per cada 100 dones hi havia 98,8 homes. Per cada 100 dones de 18 o més anys hi havia 116,4 homes.
La renda mediana per habitatge era de 26.667 $ i la renda mediana per família de 27.500 $. Els homes tenien una renda mediana de 31.250 $ mentre que les dones 32.083 $. La renda per capita de la població era de 7.841 $. Aproximadament el 28,4% de les famílies i el 27,9% de la població estaven per davall del llindar de pobresa.

## Poblacions més properes
El següent diagrama mostra les poblacions més properes.